# Jeff Fowler
Jeffrey "Jeff" Fowler, född 27 juli 1978 i Normal i Illinois, är en amerikansk filmskapare, animatör, storyboardartist, och konstnär för visuella effekter. Han är bland annat känd för att vara regissör för de tre delvis animerade filmerna Sonic the Hedgehog, Sonic the Hedgehog 2 och Sonic the Hedgehog 3.
Fowler kommer också att regissera en kommande reboot på Rosa pantern, som just nu (december 2024) är under utveckling. Han är dessutom regissör och exekutiv producent för Paramount+-serien Knuckles, som hade premiär den 26 april 2024.

## Filmografi (i urval)

### Filmer
- 2009 – Till vildingarnas land
- 2020 – Sonic the Hedgehog
- 2022 – Sonic the Hedgehog 2
- 2024 – Sonic the Hedgehog 3

### TV-serier
- 2002 – Gilmore Girls (TV-serie)
- 2023 – Knuckles (TV-serie)

### Spel
- 2005 – Shadow the Hedgehog